# 3436-os busz
A 3436-os jelzésű regionális autóbuszvonal Kisköre, Tiszanána, Kömlő, Maklár és Eger között húzódik, amelyet a MÁV Személyszállítási Zrt. üzemeltet.

## Útvonala
Az autóbuszvonal Heves vármegye egyik városát és megyeszékhelyét, Kiskörét és Egert köti össze, útvonalára fűzve egy várost – Füzesabonyt –, valamint Tiszanánát, Kömlőt, Besenyőtelket, Dormándot, Maklárt, Nagytályát és Andornaktályát.
A járatok minden állomáson és megállóhelyen megállnak; Egeren belül a forgalmasabbakban. Közutakon tartózkodnak Tiszanána és Kömlő érintésével, ahonnan a 33-as főúton közlekednek Besenyőtelken és Dormándon át Füzesabonyba, ahol az összes járat kitérést tesz a vasútállomásra.
Aztán Maklárra jutnak át és egészen Egerig a 2501-es mellékúton haladnak. A megyeszékhelyen belül Lajosvárost érintik a 25-ös főúton, végállomásuk a Barkóczy utcai buszpályaudvar.

## Közlekedése
Az autóbuszjáratok munkanaponta közlekednek, egy irányban reggelente. Ellentétes irányban az 1346-os és a 3433-as buszjáratok ingáznak, előbbi Békéscsabáig jár, gyorsítottan, utóbbi Kerecsend érintésével.
Kisköre és Kömlő között a 3561-es; Kömlő és Füzesabony között a 3430-as; Maklár és Eger között a 3435-ös buszok útján haladnak.
| Viszonylat                             | Indításszám | Közlekedési rend |
| -------------------------------------- | ----------- | ---------------- |
| Kisköre, erőmű ➝ Eger, aut. áll.       | 1 oda       | munkanaponta     |
| Besenyőtelek, temető ➝ Eger, aut. áll. | 1 oda       | munkanaponta     |

### Járművek
Az autóbuszvonalon kizárólag szóló autóbuszok közlekednek, melyek a kiskörei járatnál a 60 kilométeres távra tervezett Setra S419-es szériájú járművek; a besenyőtelki járatnál Credo Econell 12. Ezen kívül elvétve jelennek meg Credo és Volvo kocsik.

### Csatlakozások
- Füzesabony vasútállomáson – Budapest és Miskolc felé/felől vonatra (Budapest–Sátoraljaújhely-vasútvonal).

## Megállóhelyei
| 0  |                            | Kisköre, erőmű végállomás                 | 0.0 km                                                                |         | 3433, 3561 |
| 1  | Kisköre, Szent István park | 1.5 km                                    | 1066, 1069, 1075, 1346, 1443 3433, 3561                               |         | |
| 2  | Kisköre, Kossuth út 50.    | 2.5 km                                    | 1346 3433, 3561                                                       |         | |
| 3  | Kisköre, 2-es kilométerkő  | 4.4 km                                    | 3433, 3561                                                            |         | |
| 4  | Tiszanána, Kálvin tér      | 9.2 km                                    | 1346 3433, 3561                                                       |         | |
| 5  | Tiszanána, Fő tér          | 10.2 km                                   | 1066, 1068, 1069, 1075, 1346, 1443 3431, 3433, 3561, 3562             |         | |
| 6  | Tiszanána, Ballók-tó       | 11.2 km                                   | 1066, 1068, 1069, 1346, 1443 3431, 3433, 3561, 3562                   |         | |
| 7  | Kömlő, Egri út 132.        | 17.5 km                                   | 1066, 1068, 1069 3431, 3433, 3561, 3562                               |         | |
| 8  | Kömlő, italbolt            | 18.3 km                                   | 1066, 1068, 1069, 1075, 1346, 1443 3430, 3431, 3433, 3434, 3561, 3562 |         | |
|    | 0                          | Besenyőtelek, temető vonalközi végállomás |                                                                       | 0.0 km  | 1343, 1346 3430, 3431, 3433, 3434 |
| 9  |                            | Besenyőtelek, poroszlói elágazás          | 28.9 km                                                               |         | 1343, 1346 3430, 3431, 3433, 3434 |
| 10 | 1                          | Besenyőtelek, központ                     | 29.8 km                                                               | 1.0 km  | 1343, 1346 3430, 3431, 3432, 3433, 3434 |
| 11 | 2                          | Besenyőtelek, kisbolt                     | 30.4 km                                                               | 1.6 km  | 1343 3430, 3431, 3432, 3433, 3434 |
| 12 | 3                          | Dormánd, autóbusz-váróterem               | 32.0 km                                                               | 3.2 km  | 1343, 1346 3430, 3431, 3432, 3433, 3434 |
| 13 | 4                          | Füzesabony, tüzép                         | 34.3 km                                                               | 5.5 km  | 1343, 1517 3430, 3430, 3431, 3432, 3433, 3434 |
| 14 | 5                          | Füzesabony vasútállomás, bejárati út      | 35.1 km                                                               | 6.3 km  | 1343, 1346, 1466 3405, 3423, 3424, 3426, 3430, 3431, 3432, 3433, 3434, 3450, 3500, 3511, 4014 |
| 15 | 6                          | Füzesabony vasútállomás                   | 36.3 km                                                               | 7.5 km  | 1343, 1346, 1362, 1376, 1466, 1517 3405, 3423, 3424, 3426, 3430, 3431, 3432, 3433, 3434, 3450, 3500, 3511, 4014 expresszvonat, IC, InterRégió, IR87 , sebesvonat, személyvonat – Füzesabony (80, 87a, 108) |
| 16 | 7                          | Füzesabony vasútállomás, bejárati út      | 37.5 km                                                               | 8.7 km  | 1343, 1346, 1466 3405, 3423, 3424, 3426, 3430, 3431, 3432, 3433, 3434, 3450, 3500, 3511, 4014 |
| 17 | 8                          | Füzesabony, erősítő üzem                  | 39.1 km                                                               | 10.3 km | 1517 3423, 3424, 3426, 3430, 3431, 3432, 3433, 3434, 3450, 3500, 3511, 4014 |
| 18 | 9                          | Füzesabony, Pikopack                      | 40.2 km                                                               | 11.4 km | 1517 3423, 3424, 3426, 3430, 3431, 3432, 3433, 3434, 3450, 3500, 3511, 4014 |
| 19 | 10                         | Maklár, régi vasútállomás                 | 46.1 km                                                               | 17.3 km | 3405, 3423, 3424, 3431, 3433 |
| 20 | 11                         | Maklár, Templom tér                       | 46.7 km                                                               | 17.9 km | 1343, 1346 3405, 3414, 3423, 3424, 3426, 3431, 3435, 4014 |
| 21 | 12                         | Maklár, gyógyszertár                      | 47.4 km                                                               | 18.6 km | 3423, 3424, 3426, 3431 |
| 22 | 13                         | Nagytálya, bejárati út                    | 47.8 km                                                               | 19.0 km | 1343, 1346 3405, 3414, 3423, 3424, 3426, 3431, 3435, 4014 |
| 23 | 14                         | Nagytálya, Kölcsey Ferenc út 33.          | 48.4 km                                                               | 19.6 km | 3405, 3414, 3423, 3424, 3426, 3431, 3435 |
| 24 | 15                         | Andornaktálya, szociális otthon           | 50.5 km                                                               | 21.7 km | 1343, 1344, 1346, 1380, 1381, 1426, 1427, 1447, 1448, 1468 3405, 3414, 3423, 3424, 3426, 3431, 3435, 4014, 4015, 4018, 4021, 4157 |
| 25 | 16                         | Andornaktálya, Szent András kápolna       | 51.3 km                                                               | 22.5 km | 1344, 1346 3405, 3414, 3423, 3424, 3426, 3431, 3435 |
| 26 | 17                         | Andornaktálya, községháza                 | 51.9 km                                                               | 23.1 km | 1344, 1381, 1426, 1427 3405, 3414, 3423, 3424, 3426, 3431, 3435, 4014, 4015, 4018, 4021, 4157 |
| 27 | 18                         | Andornaktálya, iskola                     | 52.9 km                                                               | 24.1 km | 1343, 1344, 1346, 1380, 1381, 1426, 1427, 1447, 1448, 1468 3405, 3414, 3423, 3424, 3426, 3431, 3435, 4014, 4015, 4018, 4021, 4157 |
| 28 | 19                         | Andornaktálya, tórét                      | 53.6 km                                                               | 24.8 km | 3405, 3414, 3423, 3424, 3426, 3431, 3435 |
| 29 | 20                         | Eger, Kistályai út                        | 54.4 km                                                               | 25.6 km | 4, 5 1344, 1380, 1381, 1426, 1427, 1447, 1448, 1468 3405, 3414, 3423, 3424, 3426, 3431, 3435, 4014, 4015, 4018, 4021, 4157 |
| 30 | 21                         | Eger, Tompa utca                          | 56.8 km                                                               | 28.0 km | 3A, 6, 11, 12, 13, 14, 14E, 16, 112, 113, 914 1050, 1051, 1053, 1054, 1343, 1346, 1348, 1362, 1380, 1427, 1466, 1517 3402, 3408, 3410, 3411, 3414, 3423, 3424, 3426, 3430, 3431, 3432, 3433, 3434, 3435, 3440, 3441, 3442, 3443, 3444, 3445, 3446, 3448, 3472, 3479, 3482, 3484, 3667, 4011, 4015, 4157 |
| 31 | 22                         | Eger vasútállomás, bejárati út            | 58.4 km                                                               | 29.6 km | 3A, 6, 11, 12, 13, 14, 14E, 112, 113 1050, 1051, 1053, 1054, 1343, 1346, 1348, 1362, 1380, 1383, 1402, 1427, 1466, 1517 3400, 3402, 3407, 3408, 3410, 3411, 3414, 3423, 3424, 3426, 3430, 3431, 3432, 3433, 3434, 3435, 3440, 3441, 3442, 3443, 3444, 3445, 3446, 3448, 3472, 3479, 3482, 3484, 3667, 4011, 4015, 4157 IR87 , személyvonat – Eger (87, 87a) |
| 32 | 23                         | Eger, színház                             | 59.1 km                                                               | 30.3 km | 2, 2A, 7, 7A, 11, 12, 14, 14E, 17, 112 1053, 1054, 1343, 1344, 1346, 1348, 1362, 1380, 1381, 1426, 1427, 1428, 1447, 1468, 1517 3402, 3408, 3410, 3411, 3414, 3419, 3420, 3423, 3424, 3426, 3430, 3431, 3433, 3434, 3435, 3440, 3441, 3442, 3443, 3444, 3445, 3448, 3667, 4011, 4014, 4015, 4018, 4021, 4022, 4157 |
| 33 | 24                         | Eger, autóbusz-állomás végállomás         | 59.8 km                                                               | 31.0 km | 2, 2A, 4, 5, 5A, 6, 7, 7A, 11, 12, 14, 14E, 16, 17, 112, 914 1049, 1050, 1051, 1053, 1054, 1343, 1344, 1346, 1347, 1348, 1349, 1351, 1352, 1362, 1380, 1383, 1426, 1427, 1428, 1447, 1466, 1468, 1517 3400, 3402, 3403, 3405, 3406, 3407, 3408, 3409, 3410, 3411, 3412, 3414, 3415, 3416, 3417, 3418, 3419, 3420, 3423, 3424, 3426, 3430, 3431, 3432, 3433, 3434, 3435, 3440, 3441, 3442, 3443, 3444, 3445, 3446, 3448, 3450, 3455, 3456, 3457, 3458, 3462, 3469, 3470, 3471, 3472, 3473, 3474, 3476, 3479, 3480, 3481, 3482, 3483, 3484, 3488, 3604, 3660, 3667, 4012, 4014, 4015, 4157 |